# Hala Pięć Stawów

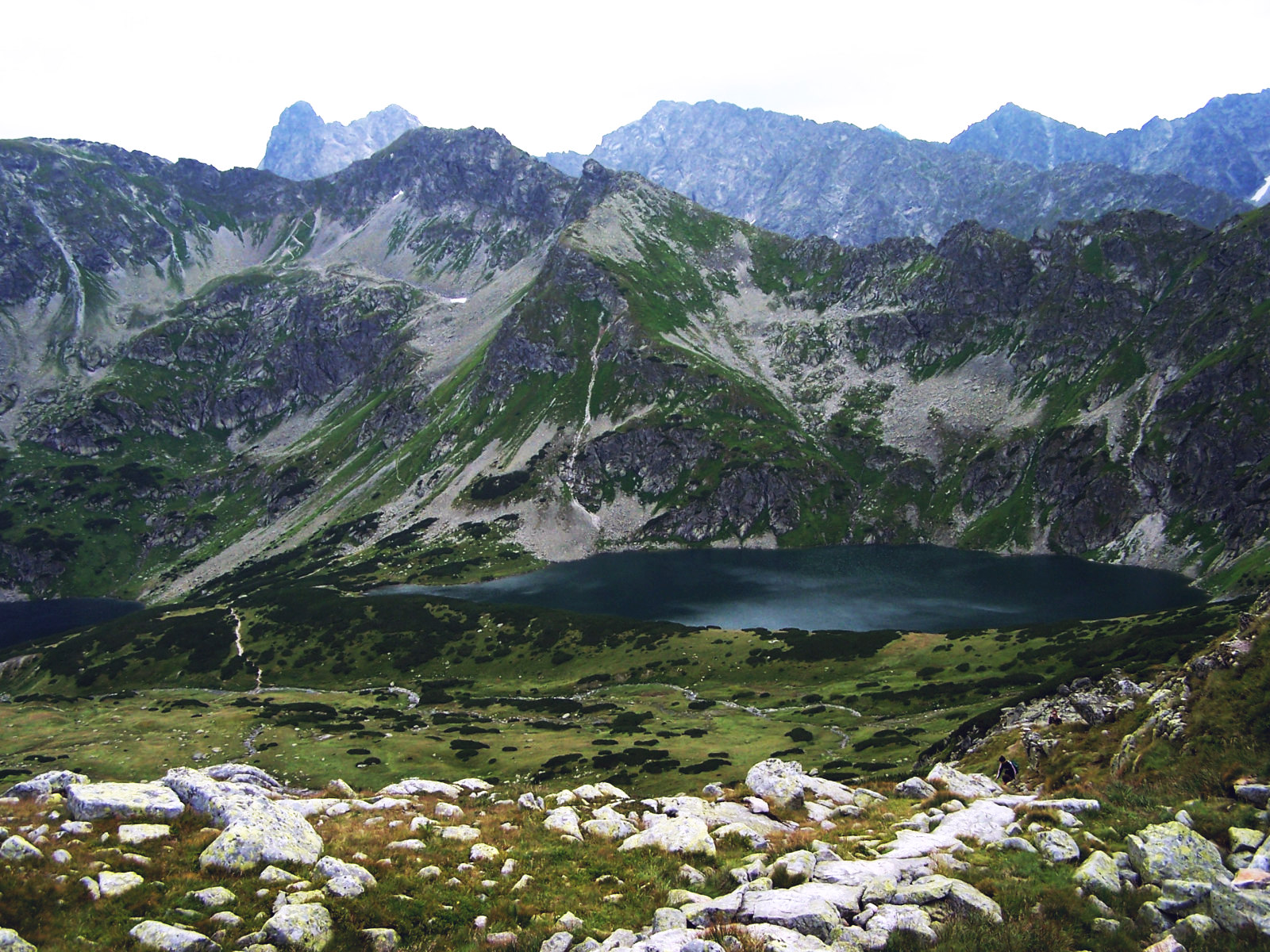
Dolina Pięciu Stawów Polskich

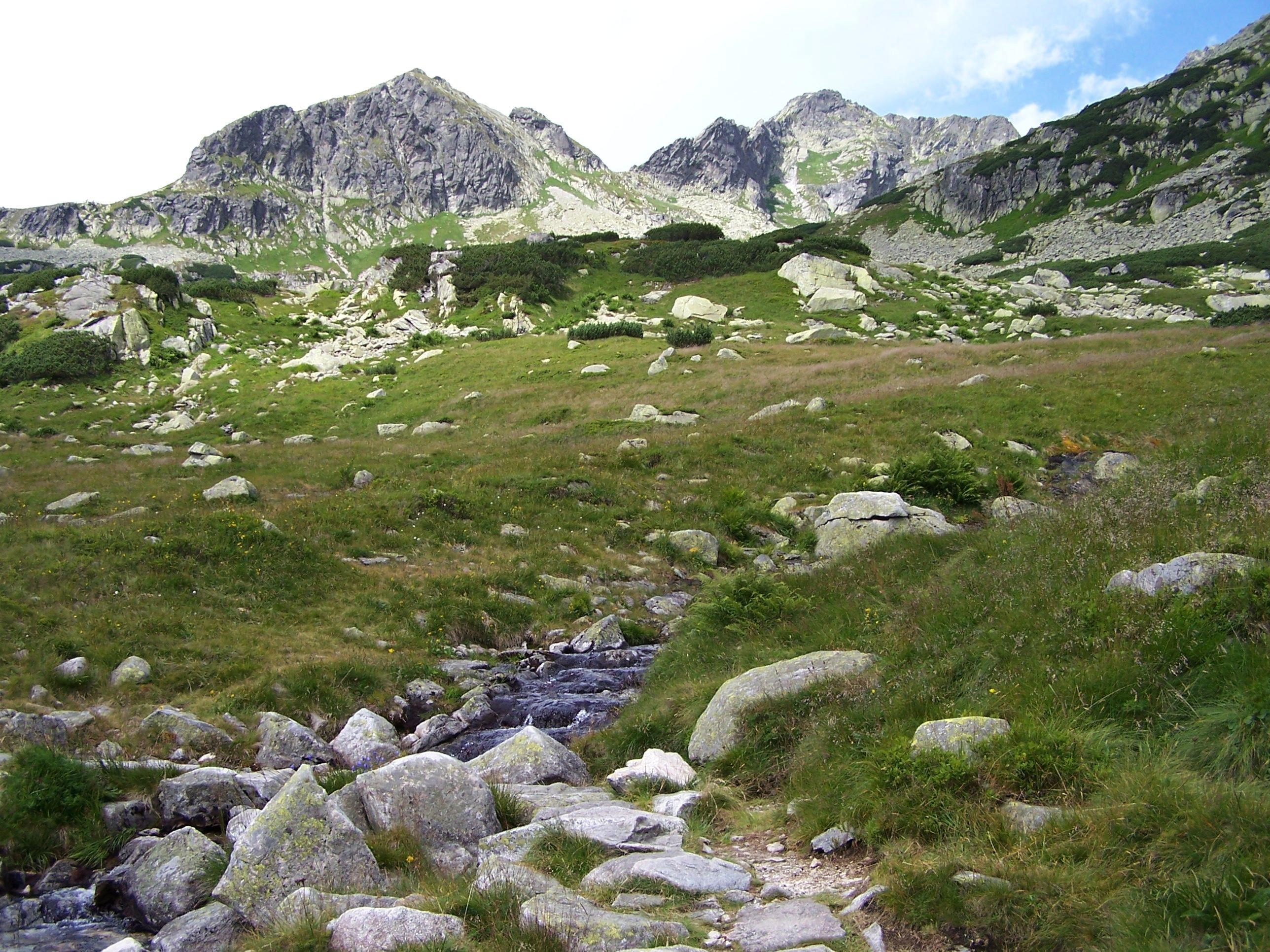
Wyżnie Solnisko

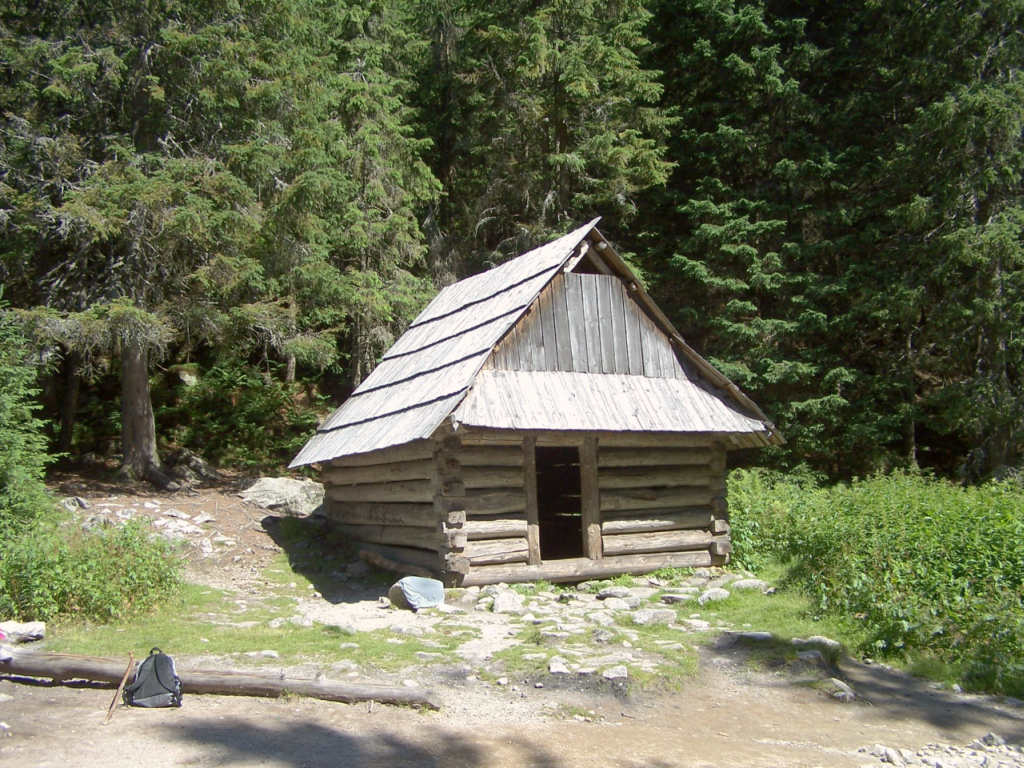
Szałas na polanie Nowa Roztoka

Hala Pięć Stawów – dawna hala pasterska w  polskich Tatrach Wysokich. Obejmowała Dolinę Pięciu Stawów Polskich oraz Dolinę Roztoki. Ogólna powierzchnia tej hali wynosiła ok. 1628 ha, w tym halizny stanowiły 370 ha, nieużytki 975 ha, kosodrzewina 250 ha, lasy 33 ha. W 1960 r. wypas (w przeliczeniu na owce) wyniósł 195 sztuk. Z pasterskiego punktu widzenia wartość użytkowa tej hali była znikoma, gdyż w większości są to obszary wysokogórskie, położone na wysokości 1625–1900 m n.p.m., wypas zaś powodował tu ogromne szkody, gdyż tereny te mają dużą wartość przyrodniczą. W lasach występuje limba, a na skałach obficie roślinność alpejska. Pasterze płoszyli lub tępili rzadkie zwierzęta tatrzańskie: orły (gnieździły się po słowackiej stronie, gdzie nie były niepokojone przez wypas), kozice, świstaki i niedźwiedzie, które tutaj miały swoje gawry. Dolina Pięciu Stawów Polskich znajduje się ponadto na trasie przelotu ptaków wędrownych, jednak nawet przy późnowieczornym przelocie nie zatrzymywały się one tutaj – płoszył je wypas, więc przelatywały na słowacką stronę.
Dolina Roztoki traktowana była tylko jako pastwisko przejściowe, gdzie popasano na wiosnę w czasie pędzenia stada na Dolinę Pięciu Stawów Polskich oraz jesienią przy zejściu stada z hali. Czasami również w lecie, gdy spadł śnieg (co na tej wysokości nie jest wcale zjawiskiem niezwykłym), z konieczności schodzono ze stadem do tej doliny. Na polanie Nowa Roztoka stała szopa pasterska, która notowana była już w XIX w., odnowiono ją w 1986 r. Przy dużym głazie zwanym Bacową Wantą podobno baca rozliczał się z gazdami za wypas.
Już Towarzystwo Tatrzańskie przed II wojną światową rozpoczęło wykup terenów tej hali od górali (wykupiło 24% udziału). W 1956 r. TPN ograniczył wypas, a w latach 1963–65 poprzez wykup lub wywłaszczenia cały obszar doliny stał się własnością TPN, który zlikwidował tutaj pasterstwo. Krowy pasły się do 1968 r. Ostatnim bacą był Karol Wojtanek z Brzegów. Po zniesieniu pasterstwa tej hali jej nazwa jest już historyczna, znacznie zaś poprawiły się warunki bytowania roślin i zwierząt w tym rejonie.

## Szlaki turystyczne
Czasy przejścia na podstawie mapy.
 – zielony Doliną Roztoki nad Wielki Staw od schroniska Roztoka i szosy z Palenicy Białczańskiej do Morskiego Oka.
- Czas przejścia od schroniska w Roztoce do Wielkiego Stawu: 2:20 h, ↓ 1:50 h
- Czas przejścia od Wodogrzmotów Mickiewicza przy szosie do Morskiego Oka do Wielkiego Stawu: 2:05 h, ↓ 1:40 h

 – czarny szlak, będący alternatywnym dojściem do schroniska nad Przednim Stawem. Czas przejścia od rozstaju ze szlakiem zielonym: 40 min, ↓ 30 min
 – niebieski od Morskiego Oka przez Świstówkę Roztocką obok schroniska nad Przednim Stawem i dalej na przełęcz Zawrat.
- Czas przejścia od Morskiego Oka do schroniska nad Przednim Stawem: 2 h, z powrotem 1:40 h
- Czas przejścia od schroniska na Zawrat: 1:40 h, ↓ 1:30 h

 – żółty od Morskiego Oka przez Szpiglasową Przełęcz do Doliny Pięciu Stawów, a stąd dalej na Kozią Przełęcz.
- Czas przejścia znad Morskiego Oka przez przełęcz do Doliny Pięciu Stawów: 3:25 h, z powrotem 3:10 h. Od przełęczy 1:10 h, ↑ 1:30 h
- Czas przejścia z Doliny Pięciu Stawów na Kozią Przełęcz: 1:20 h, ↓ 1 h

 – czarny znad Wielkiego Stawu na Kozi Wierch. Czas przejścia: 1:30 h, ↓ 1 h
 – żółty znad Wielkiego Stawu na przełęcz Krzyżne. Czas przejścia: 1:50 h, ↓ 1:20 h